# Marine Cabirou
Marine Cabirou (* 12. März 1997 in Millau) ist eine französische Mountainbikerin, die sich auf die Disziplin Downhill spezialisiert hat.

## Sportlicher Werdegang
Als Juniorin war Cabirou eine der stärksten Nachwuchsfahrerinnen im Downhill. 2014 gewann sie mit 17 Jahren bereits die Bronzemedaille bei den Mountainbike-Weltmeisterschaften. In der Saison 2015 wurde sie Junioren-Weltmeisterin und Gewinnerin der Downhill-Gesamtwertung im UCI-Mountainbike-Weltcup der Junioren.
Im Jahr 2016, in ihrer ersten Saison in der Elite, beendete Cabirou alle Weltcup-Rennen unter den Top 10. Sie gewann die Europameisterschaften im Downhill und belegte bei den Weltmeisterschaften den vierten Platz.
Zur Saison 2019 wechselte Cabirou zum Scott Downhill Factory Team und schaffte den Durchbruch an die absolute Weltspitze. Nach zwei zweiten Plätzen gewann sie in Val di Sole das erste Weltcup-Rennen ihrer Karriere in der Elite. Im Anschluss gewann sie auch die restlichen beiden Saisonrennen und verpasste den Gewinn der Weltcup-Gesamtwertung im Downhill nur knapp. Bei den Weltmeisterschaften gewann sie die Bronzemedaille.
In der verkürzten Weltcup-Saison 2020 gewann Cabirou zwei der vier Rennen und konnte damit die Gesamtwertung für sich entscheiden.
In der Saison 2021 stand Cabiroe in Val di Sole als Zweite erneut auf dem Podium der MTB-Weltmeisterschaften und musste sich nur ihrer Landsfrau Myriam Nicole geschlagen geben. Im Weltcup beendete sie alle Rennen unter den Top Ten, das beste Ergebnis war der zweite Platz in Snowshoe. 2022 brach sie sich beim Weltcup-Rennen in Leogang bei einem Sturz drei Wirbel und fiel für den Rest der Saison verletzt aus. In der Saison 2023 kehrte sie mit zwei Siegen und Platz drei in der Gesamtwertung in den Weltcup zurück, bei den Weltmeisterschaften gewann sie erneut die Bronzemedaille.

## Erfolge
2014
- Weltmeisterschaften (Junioren) – Downhill

2015
- Weltmeisterin (Junioren) – Downhill
- Gesamtwertung UCI-MTB-Weltcup (Junioren) – Downhill

2016
- Europameisterin – Downhill

2017
- Europameisterschaften – Downhill

2019
- Weltmeisterschaften – Downhill
- Französische Meisterin – Downhill
- drei Weltcup-Erfolge – Downhill

2020
- zwei Weltcup-Erfolge – Downhill
- Gesamtwertung UCI-MTB-Weltcup – Downhill

2021
- Weltmeisterschaften – Downhill

2023
- Weltmeisterschaften – Downhill
- Französische Meisterin – Downhill
- zwei Weltcup-Erfolge – Downhill